# Malurus alboscapulatus
El maluro hombroblanco o ratona australiana blanca y negra (Malurus alboscapulatus) es una especie de ave paseriforme de la familia Maluridae que vive en la isla de Nueva Guinea.
Como el resto de especies de su género esta ave presenta un marcado dimorfismo sexual, los machos en época de cortejo son completamente negros con dos pequeñas manchas blancas ovaladas en ambos hombros mientras que las hembras, y los machos en eclipse tienen cabeza, alas y cola negras con el resto del cuerpo blanco.
Sus hábitats son los bosques húmedos tropicales, el matorral húmedo tropical y las praderas de hierba alta, donde se alimentan principalmente de insectos.

## Taxonomía
Se han descrito seis subespecies de ratonas blancas y negras:
- M.a. alboscapulatus  (A.B. Meyer, 1874) - Noroeste de Nueva Guinea.
- M.a. aida (E. J. O. Hartert, 1930) - Noroeste de Nueva Guinea.
- M.a. lorentzi (van Oort, 1909) - Este y Sur de Nueva Guinea.
- M.a. naimii (Salvadori y D’Albertis, 1875) - Llanura bajas del Sur y Norte de Nueva Guinea y Tierras altas del Este.
- M.a. kutubu (Schodde y Hitchcock, 1968) - Tierras altas del Sur de Nueva Guinea.
- M.a. moretoni De Vis, 1892 - Sureste de Nueva Guinea.

Es una de las 12 especies del género del género Malurus dentro de Maluridae. Las especies más próximas son la ratona australiana de lomo rojo (Malurus melanocephalus) y ratonas australianas de alas blancas (Malurus leucopterus) del continente australiano. Estas tres especies, que fueron denominadas bicoloured wrens (chochines bicolor) por el ornitólogo Richard Schodde, se caracterizan por la carencia de manchas de color en la cabeza o copetes auriculares, tener un único patrón de color en el cuerpo, negro o azul, en contraste con el de sus hombros o alas. Y se sustituyen geográficamente las unas a las otras a lo largo de Australia y Nueva Guinea. Esta distribución de las tres especies de ratonas bicolor indica que sus ancestros comunes vivieron en Nueva Guinea y el Norte de Australia en el periodo en que el nivel del mar había descendido y las dos regiones estaban unidas por un puente de tierra. Las poblaciones se separaron cuando el nivel del mar volvió a subir, separando a las aves que en Nueva Guinea evolucionarían hacia las ratonas blancas y negras de las poblaciones australianas que darían lugar por un lado a las ratonas de lomo rojo y a las ratonas de alas blancas.